# Округ Самтер (Флорида)
Самтер (енгл. Sumter County) је округ у америчкој савезној држави Флорида. По попису из 2010. године број становника је 93.420.

## Демографија
Према попису становништва из 2010. у округу је живело 93.420 становника, што је 40.075 (75,1%) становника више него 2000. године.
| Група             | 2000.          | 2010.          |
| Белци             | 41.796 (78,4%) | 77.338 (82,8%) |
| Афроамериканци    | 7.351 (13,8%)  | 9.022 (9,7%)   |
| Азијати           | 220 (0,4%)     | 620 (0,7%)     |
| Хиспаноамериканци | 3.356 (6,3%)   | 5.582 (6,0%)   |
| Укупно            | 53.345         | 93.420         |